# Plebiscit
Plebiscit (latinsko plebis scitum = sklep ljudstva (v starem Rimu odlok ljudske skupščine Concilium Plebis)), je glasovanje prebivalstva na kakem ozemlju o priključitvi le-tega določeni državi ali o razdružitvi od nje.
Najbolj znana plebiscita na Slovenskem sta bila koroški plebiscit leta 1920, po katerem je Koroška pripadla Avstriji ter plebiscit leta 1990, s katerim so se prebivalci Slovenije odločili za samostojno državo.
Omembe vreden je tudi plebiscit iz leta 1866, ki je odločil priključitev Benečije (it. Veneto) Kraljevini Italiji. Po tretji italijanski osvobodilni vojni je moralo namreč Avstrijsko cesarstvo odstopiti Lombardsko-beneško kraljestvo Franciji, ki naj bi to ozemlje posredovala Italiji, ko bi se prebivalci opredelili za odcep od Avstrije. Zainteresirani prebivalci so se s plebiscitom morali izreči ali za ohrano avstrijske nadoblasti ali za priključitev nastajajoči Kraljevini Italiji, kar se je tudi zgodilo. Lombardsko-beneško kraljestvo je takrat zavzemalo tudi območje današnje Beneške Slovenije. S tem plebiscitom so torej Beneški Slovenci prešli pod Italijo, čeprav seveda ne po lastni volji, saj je bil njihov glas le minimalnega pomena. 